# Rio Freman
O Rio Freman é um rio da Romênia, afluente do Cioara, localizado no distrito de Alba.